# حبار زجاجي
حبار زجاجي (الاسم العلمي: Cranchiidae)، هي فصيلة من الرخويات تتبع رتبة السبيدج ضمن طائفة رأسيات القدم. تحتوي على أكثر من 60 نوعاً ضمن 15 جنساً. وهي مخلوقات شفافة تسكن سطح المياه والاعماق المُتوسطة ويتراوح طولها ما بين 10 سم إلى 3 أمتار. كما يدل عليه اسمه، تملك فصيلة الحبار الزجاجي جسماً شفافاً يمكن الرؤية من خلاله. وهي تقضي جزءً كبيراً من حياتها في المياه الضحلة المشمسة جزئياً، حيث توفر الشفافية لها التمويه اللازم للحماية.